# 戴利·辛克赫拉芬
戴利·辛克赫拉芬（荷蘭語：Daley Sinkgraven；1995年7月4日—），荷蘭足球運動員，司職左後衛。現效力於荷兰足球甲级联赛球隊幸運薛達。

## 俱樂部生涯

### 海倫芬
辛克赫拉芬在家鄉梅珀爾球會MVV阿爾西德斯學習踢球，後來進入海倫芬青年足球學院。他在13/14球季開始踢進一隊，並在該季踢了17場比賽。2014年3月28日對卡格迪洛達JC是他處子戰，以替補身份換下哈基姆·薛耶治。3月28日，他與球會續約至2017年。2014年11月22日，他在對阿積士的比賽打進一顆烏龍球，球隊最後以4-1大敗。他在荷甲的表現使他吸引了不少英格蘭球會注意，包括切尔西、利物浦、曼聯等均有意簽下他。

### 阿積士
2015年1月30日，阿積士宣佈以7百萬歐元簽下辛克赫拉芬，使他自米拉莱姆·苏莱曼尼以來球會最昂貴的收購，而後者亦是從海倫芬轉投阿積士。辛克赫拉芬與球會簽下五年半合約並穿上8號球衣，該號碼本是勒林·杜阿尔穿上，而杜阿尔亦在是次交易中被借用至海倫芬半年。2015年2月5日對AZ的比賽，他首次代表新球隊上場，但最後以1-0落敗 。
在2016/17球季，他助球會打進2016–17年歐霸盃決賽，但最終輸給曼聯。2018/19球季，他在球會贏得了荷甲冠軍和荷蘭盃，亦在2018–19年歐洲冠軍聯賽打進半決賽，過程中淘汰了皇家马德里和尤文图斯，但不敵热刺而出局。辛克赫拉芬效力期間常受到傷患影響，他效力738天因傷缺席了101場比賽。

### 勒沃库森
2019年6月17日，德甲球會勒沃库森正式簽下辛克赫拉芬，雙方簽約至2023年。

## 國家隊生涯
辛克赫拉芬曾代表荷蘭各年齡層的國家隊上場，雖然曾被成年隊徵召，但暫未有上場記錄。

## 個人生活
他是荷蘭足球教練哈里·辛克赫拉芬之子。

## 榮譽

### 球會
阿積士
- 荷兰足球甲级联赛：2018–19
- 荷蘭盃：2018–19
- 欧足联欧洲联赛亞軍：2016–17[12]

## 外部連結
- 戴利·辛克格拉文 （页面存档备份，存于）在Voetbal中的国家队档案 （荷兰文）
- Soccerway資料庫：戴利·辛克赫拉芬
- 戴利·辛克格拉文 （页面存档备份，存于）在OnsOranje中的荷兰U-17档案
- 戴利·辛克格拉文 （页面存档备份，存于）在OnsOranje中的荷兰U-18档案
- 戴利·辛克格拉文 （页面存档备份，存于）在OnsOranje中的荷兰U-19档案
- 戴利·辛克格拉文 （页面存档备份，存于）在OnsOranje中的荷兰U-21档案